# Кумелис, Павел Иванович
Павел Иванович Кумелис (лит. Povilas Kumelis, 1880 — 1940-е ?) — крестьянин, депутат Государственной думы II созыва от Ковенской губернии.

## Биография
Литовец по национальности, католик по вероисповеданию. Крестьянин деревни Рукли Уцянской волости Вилькомирского уезда Ковенской губернии. Сдал экзамен на звание аптекарского ученика при 6-й Санкт-Петербургской гимназии. Состоял в Литовской социал-демократической партии. Участвовал в революционных событиях в 1905—1907 годах. Занимался земледелием на наделе площадью 19 десятин.

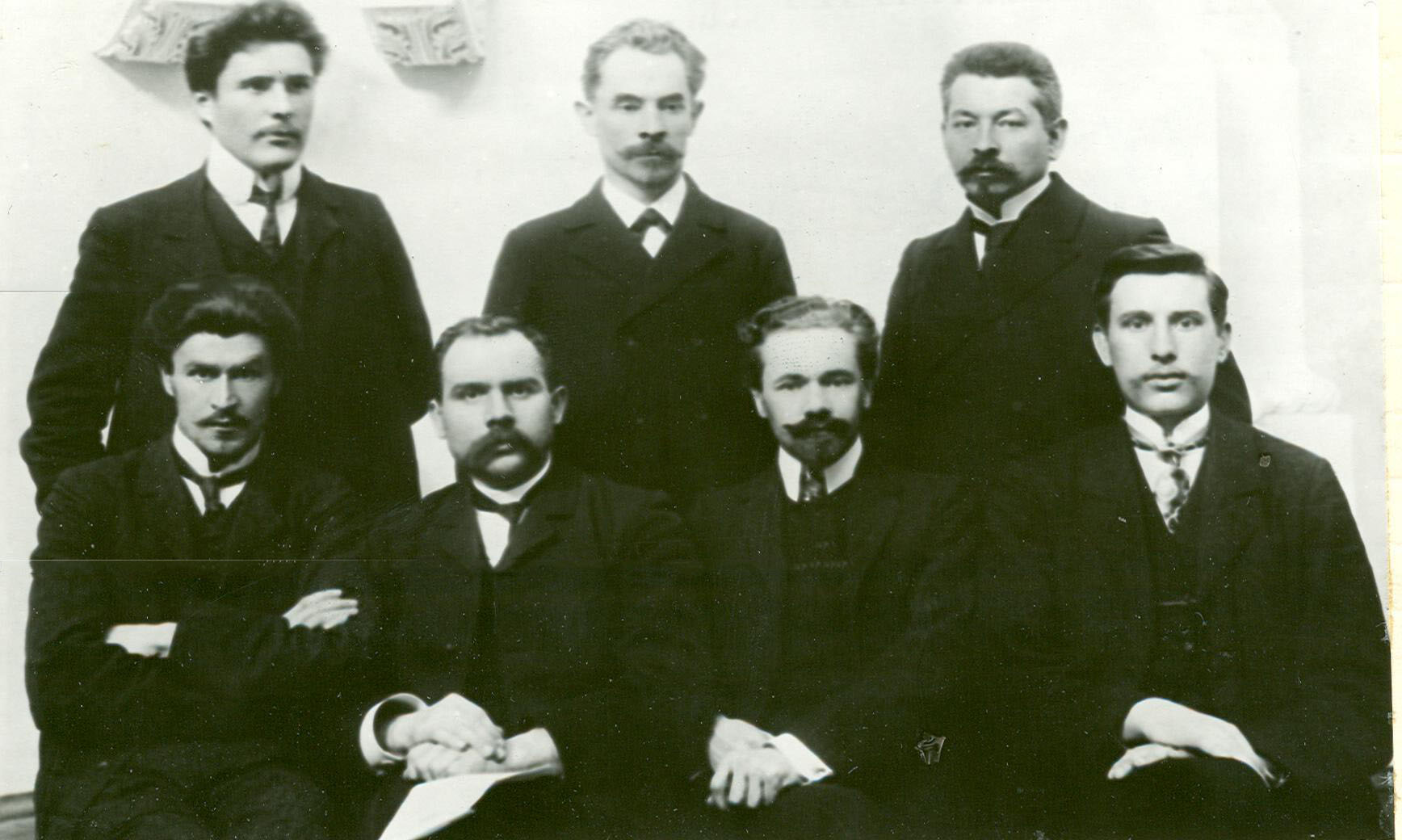
Депутаты Государственной думы II созыва, литовцы, 1907. П. И. Кумелис стоит 1-й слева.

6 февраля 1907 года избран в Государственную думу II созыва от общего состава выборщиков Ковенского губернского избирательного собрания. Был близок к меньшевистскому крылу Социал-демократической фракции, вошёл в состав Литовской группы в группе Автономистов. Поставил свою подпись под заявлением 5 членов Государственной Думы о поддержке теоретических взглядов и тактики Социал-демократической фракции после привлечения к уголовной ответственности 55 её членов.
В 1910—1912 годах был заключён в тюрьму вместе с пятью другими членами социал-демократической фракции Второй Государственной Думы за публикацию в 1907 году брошюры «Литовские рабочие и крестьяне».
Дальнейшая судьба и дата смерти неизвестны.

### Архивы
- Российский государственный исторический архив. Фонд 1278. Опись 1 (2-й созыв). Дело 227; Дело 536. Лист 5.